# Stephen R. Donaldson
Stephen Reeder Donaldson (n. 13 mai 1947, Cleveland, Ohio, SUA) este un scriitor american de fantasy, science fiction și romane polițiste, celebru pentru Cronicile lui Thomas Covenant, Necredinciosul. Opera sa a atras atenția criticii pentru "imaginația" sa, caracterizarea vie și ritmul alert." A obținut "bachelor's degree" la The College of Wooster și "Master's degree" la Kent State University. Locuiește în New Mexico.
În Marea Britanie este cunoscut sub numele de "Stephen Donaldson" (fără "R").

## Viața
Donaldson și-a petrecut o parte a copilăriei în India, unde a urmat cursurile Kodaikanal International School. A urmat apoi Kent State University⁠(d), prinzând masacrul din Kent din 4 mai 1970. Deși nu era în campus în timpul atentatului, apartamentul său se afla foarte aproape și a fost obligat să trăiască sub legea marțială timp de trei zile. Lui Donaldson nu-i place să discute despre incident, considerând amintirea acestuia tulburătoare.
Donaldson este un fan al operei, declarând că îi "place exprimarea directă a sentimentelor pasionale în sunete minunate".

## Influențe majore
Donaldson face parte din generația de autori fantasy care s-a afirmat în anii '70 și la începutul anilor '80. Ca în cazul multora dintre colegii săi, scrierile sale sunt puternic influențate de operele lui J. R. R. Tolkien. Totuși, cărțile lui Donaldson dovedesc o arie mai largă de influențe, incluzându-i pe Mervyn Peake, C. S. Lewis, Robert E. Howard, și chiar operele lui Richard Wagner. Donaldson este și un mare fan al seriei Amber de Roger Zelazny, care l-a inspirat în crearea seriei Mordant's Need. De asemenea, în secțiunea Gradual Interview a site-ului său, Donaldson menționează studiile aprofundate din Joseph Conrad, Henry James și William Faulkner, menite să-l ajute la dezvoltarea propriului stil narativ.

### Cronicile lui Thomas Covenant, Necredinciosul

#### Prima cronică
- Lord Foul's Bane  (1977)

ro. Blestemul Nobilului Foul (Traducere Roxana Brînceanu) - Editura Nemira 2009, ISBN 978-606-8073-66-8
- The Illearth War (1978)

ro. Războiul uriașilor (Traducere Roxana Brînceanu) - Editura Nemira 2011, ISBN 978-606-579-202-9
- The Power That Preserves (1979)

ro. Puterea salvatoare (Traducere Silviu Genescu) - Editura Nemira 2012, ISBN 978-606-579-362-0

#### A doua cronică
- The Wounded Land  (1980)
- The One Tree (1982)
- White Gold Wielder (1983)

#### Ultima cronică
- The Runes of the Earth (2004)
- Fatal Revenant (2007)
- Against All Things Ending (2010)
- The Last Dark (estimată să apară în 2013)

### Seria The Gap
1. The Gap into Conflict: The Real Story (1991)
2. The Gap into Vision: Forbidden Knowledge (1991)
3. The Gap into Power: A Dark and Hungry God Arises (1993)
4. The Gap into Madness: Chaos and Order (1994)
5. The Gap into Ruin: This Day All Gods Die (1996)

Reeditarea din 2008 a seriei cuprinde într-un singur volum The Real Story și Forbidden Knowledge. În conformitate cu site-ul lui Donaldson, acest lucru a fost făcut la cererea lui.

### Alte opere
Mordant's Need
1. The Mirror of Her Dreams (1986)
2. A Man Rides Through (1987)

The Man Who… romane polițiste (publicate inițial sub pseudonimul Reed Stephens)
- The Man Who Killed His Brother (1980)
- The Man Who Risked His Partner (1984)
- The Man Who Tried to Get Away (1990)
- The Man Who Fought Alone (2001)

Povestiri și culegeri de povestiri
- Gilden-Fire (1981).
- Daughter of Regals and Other Tales (1984)
- Daughter of Regals (1984)
- Reave the Just and Other Tales (1998)
- Epic Fantasy in the Modern World: A Few Observations (1986)
- "What Makes Us Human" - apărută în The 1985 Annual World's Best SF (1985). Publicată și în Berserker Base, editat de Fred Saberhagen, precum și ca una dintre povestirile din Reave the Just and Other Tales.

## Premii
| An   | Premiu                                                                           | Operă (dacă se aplică)             |
| ---- | -------------------------------------------------------------------------------- | ---------------------------------- |
| 1977 | Cel mai bun roman - British Fantasy Society                                      | Lord Foul's Bane                   |
| 1979 | Premiul John W. Campbell pentru Cel mai bun scriitor nou                         |                                    |
| 1981 | Premiul Balrog Fantasy - Cel mai bun roman                                       | The Wounded Land                   |
| 1983 | Premiul Balrog Fantasy - Cel mai bun roman                                       | The One Tree                       |
| 1983 | Premiul Saturn - Cel mai bun roman                                               | The One Tree                       |
| 1985 | Premiul Balrog Fantasy - Cea mai bună culegere de povestiri                      | Daughter of Regals and Other Tales |
| 1988 | Premiul Science Fiction Book Club - Cea mai bună carte a anului                  | The Mirror of Her Dreams           |
| 1989 | Premiul Science Fiction Book Club - Cea mai bună carte a anului                  | A Man Rides Through                |
| 1989 | Premiul The College of Wooster Distinguished Alumni                              |                                    |
| 1990 | Premiul Julia Verlanger (Franța)                                                 | Mirror of Her Dreams               |
| 1991 | Premiul WIN/WIN Popular Fiction Readers Choice pentru Autorul favorit de fantasy |                                    |
| 1992 | Premiul Atlanta Fantasy Fair pentru Realizări deosebite                          |                                    |
| 1997 | Premiul President, International Association for the Fantastic in the Arts       |                                    |
| 2000 | Premiul World Fantasy                                                            | Reave the Just and Other Tales     |

Referințele despre premii din 

### Diplome onorifice
- 2009 — Honorary Doctor of Letters, University of St Andrews[7]

### Interviuri
- Interview on wotmania.com Arhivat în 10 noiembrie 2006, la Wayback Machine.